# 헤일 (음악 그룹)
헤일은 대한민국의 음악 그룹이다. 2016년 디지털 싱글 앨범 [자몽]으로 데뷔했다.

## 공연
- 헤일(HAIL) 첫 EP 발매 기념 쇼케이스 (2017)
- 2017 헤일 크리스마스 콘서트 REDY for Christmas (2017)
- 소소한콘서트 Vol.3 (2018)
- 소소한콘서트 Vol.7 (2018)
- 플레이 로우파이 (Play LO_FI) : 다섯 번째 (2018)
- [WEATHER LIVE vol.01]‘노래 들려주는 옥상’ (2018)